# ألبرت كينغ
ألبرت كينغ (بالإنجليزية: Albert King) (و. 1923 – 1992 م) هو مغن ومؤلف، ولاعب كرة السلة، وموسيقي، وعازف قيثارة، من الولايات المتحدة، ولد في إنديانولا، توفي في ممفيس، تينيسي، عن عمر يناهز 69 عاماً، بسبب نوبة قلبية.

## وصلات خارجية
- ألبرت كينغ على موقع IMDb (الإنجليزية)
- ألبرت كينغ على موقع الموسوعة البريطانية (الإنجليزية)
- ألبرت كينغ على موقع روتن توميتوز (الإنجليزية)
- ألبرت كينغ على موقع ميوزك برينز (الإنجليزية)
- ألبرت كينغ على موقع رولينغ ستون (الإنجليزية)
- ألبرت كينغ على موقع إن إن دي بي (الإنجليزية)
- ألبرت كينغ على موقع أول ميوزيك (الإنجليزية)
- ألبرت كينغ على موقع ديسكوغز (الإنجليزية)
- ألبرت كينغ على موقع قاعدة بيانات الفيلم (الإنجليزية)